# Victor Surreaux
Victor Surreaux, né le 14 septembre 1850 à Genouillé (Vienne) et mort le 7 juillet 1930 à Villefagnan (Charente), est un homme politique français.

## Biographie
Architecte, il est maire de Poitiers de 1900 à 1904. Après deux échecs, il est élu sénateur de la Vienne en 1907, lors d'une élection partielle. Réélu en 1909, il est battu en 1920. Il est inscrit au groupe de la Gauche démocratique et n'a pas une très importante activité parlementaire.

## Sources
- « Victor Surreaux », dans le Dictionnaire des parlementaires français (1889-1940), sous la direction de Jean Jolly, PUF, 1960 [détail de l’édition]